# 密芝根大學校史

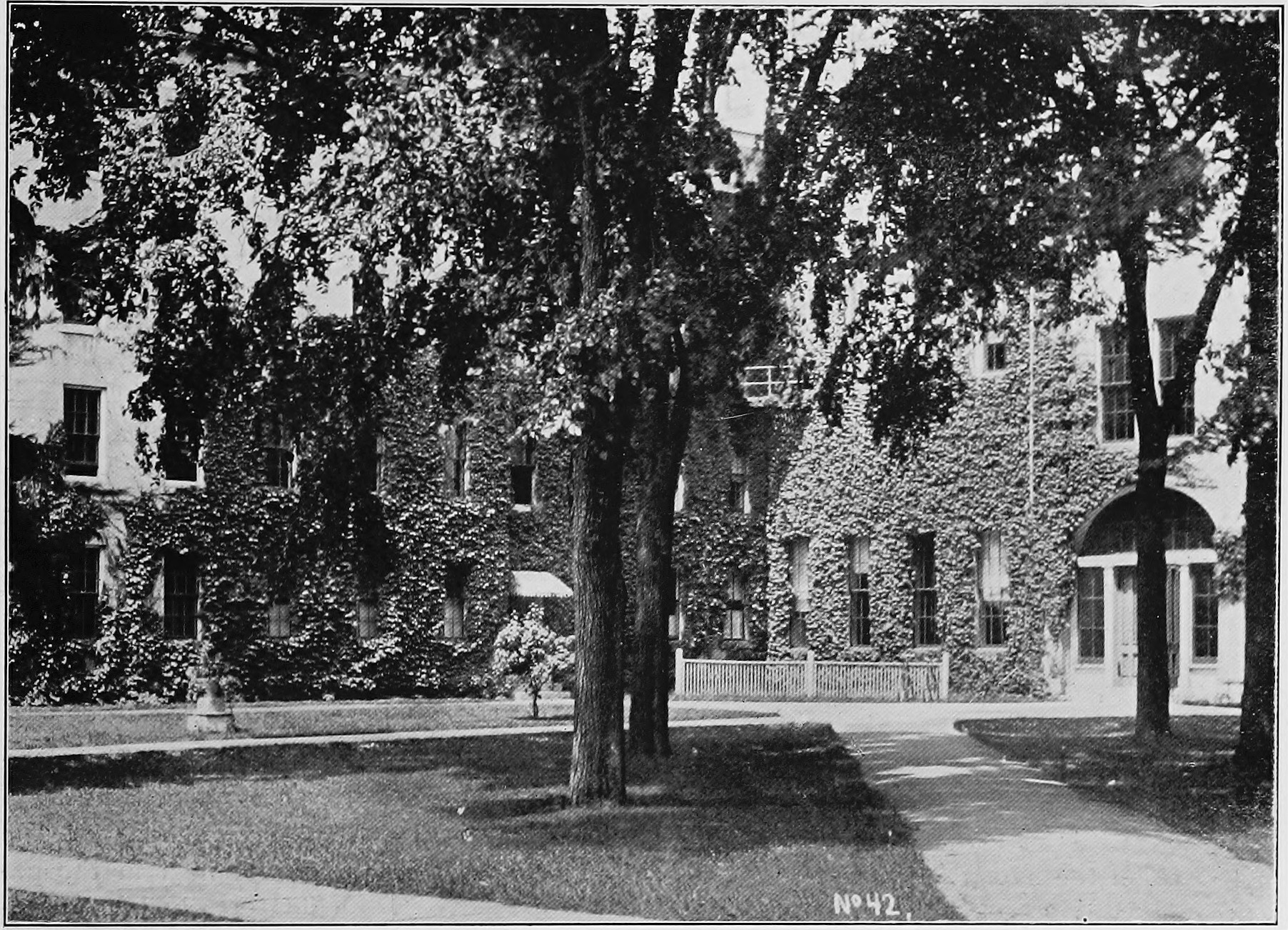
1906年的密西根大学

密西根大學的歷史始於1817年8月26日，次日在密西根领地的最大城市底特律，人们建立起了普世知識學院（Catholepistemiad），这成为了之后密西根大学的前身。

## 准备建校
1805年密西根領地成立後不久，其幾位主要公民就認識到需要進行結構化教育。早在1806年，在底特律鎮附近經營幾所學校的加布里埃爾·理查德神父就向總統任命的州長和法官申請土地用於一所大學，以管理該地區。州長威廉·赫爾和首席大法官奧古斯都·B·伍德沃德於1809年通過了一項建立公立學區的法案，但這種早期的嘗試很少。伍德沃德懷有對所有人類知識進行分類的夢想（他稱之為普世知識學院（encatholepistemia）），並於1814年在蒙蒂塞洛與他的朋友和導師托馬斯杰斐遜討論了這個主題。
1817年，伍德沃德起草了一項領土法案，按照他前一年在他的《通用科學系統》中發表的分類系統，將其組織成13個不同的教授職位，即密西根州的大學。他混合使用希臘語和拉丁語為它們發明了名稱，因此它們可以“毫無變化地植入每一種現代語言”：Anthropoglossica（文學）、Mathematica（數學）、Physiognostica（自然歷史）、Physiosophica（自然哲學）、Astronomia（天文學）、Chymia（化學）、Iatrica（醫學）、Œconomica（經濟科學）、Ethica（倫理學）、Polemitactica（軍事科學）、Diëgetica（歷史科學）、Ennœica（智力科學）和 Catholepistemia（通用科學）
普世知識學院（Catholepistemia）的教授（教授）將擔任校長，Ennœica的教授擔任副校長。根據該法案，Didactors不僅控制大學本身，而且控制整個領土的教育，有權“建立學院、學院、學校、圖書館、博物館、雅典娜、植物園、實驗室和其他有用的文學和科學機構符合美國和密西根州的法律，並在密西根州的各個縣、城市、城鎮、鄉鎮或其他地理區域中提供和任命董事、訪客、策展人、圖書館員、講師和教學人員。”
該法案於1817年8月26日由伍德沃德、約翰格里芬法官和代理州長威廉伍德布里奇簽署成為法律（州長劉易斯·卡斯在與門羅總統的旅行中缺席）。理查德神父被授予六次教義（和副總統職位），而一年前從普林斯頓神學院畢業後搬到底特律的約翰·蒙蒂斯牧師被授予七次（和總統職位）。
在為該項目提供資金時，作為共濟會會員的伍德沃德本人向底特律的錫安小屋组织尋求資金支持。1817年9月15日，錫安小屋會面並認購了250美元的大學援助，每年支付50美元。

## 19世纪
為準備建州，密西根州於1835年召開了製憲會議，但在與俄亥俄州解決所謂的“托萊多戰爭”之後，國會一直保留了實際建州權，直到1837年。莎拉·奧斯汀（Sarah Austin）對維克多·庫辛（Victor Cousin）的《普魯士公共教育狀況報告》的英文譯本剛剛受到廣泛關注，並且由於其對約翰·戴維斯·皮爾斯和艾薩克·埃德溫·克拉里兩個人的影響，1835年的密西根州憲法是美國第一部州憲法。普魯士的教育模式，小學、中學和大學都由國家管理，稅收支持。憲法設立了公共教育總監辦公室，州長史蒂文斯·T·梅森任命皮爾斯擔任該職位。
1837年3月18日的《組織法》創建了密西根大學，由董事會管理，該董事會由州長經參議院同意任命的12名成員以及州長本人、副州長、大法官組成。密西根州最高法院和州總理。它還創建了大學校長辦公室，該辦公室將由董事會任命並擔任董事會當然主席。然而，在實踐中，攝政者從未任命過校長，而是將行政職責留給了輪流教授的名冊，州長本人擔任董事會主席。
一群名為安娜堡土地公司（Ann Arbor Land Company）的商人在安娜堡預留了一塊土地，試圖贏得新州府的競標。当落选后，他們將其出售給州政府供大學使用。在組織法要求在安娜堡建立大學兩天后，第二個法案通過了，並指示攝政者確保一個地點。董事會於1837年6月5日在安娜堡舉行了第一次會議。在這次會議上，他們選擇了Henry Rumsey農場的40英畝土地作為大學的新址。
第一堂課於1841年舉行；六名新生和一名大二學生由兩名教授授課。1845年，11名男子在第一次畢業典禮上畢業。

## 20世纪
馬里昂·勒羅伊·伯頓（Marion LeRoy Burton）的任期始於1920年，見證了非洲、南美、南太平洋和中東地區主要實地研究計劃的出現。伯頓提高了招生標準，並試圖提高大學課程的學術嚴謹性，同時馴服學生經常吵鬧的社交生活。伯頓後來於1924年在共和黨全國代表大會上為現任總統卡爾文·柯立芝發表了提名演說。在成為全國矚目的焦點後不久，伯頓於1925年2月死於心臟病發作。以他的名字命名的紀念鐘樓仍然是校園的重要地標。伯頓的繼任者是克拉倫斯·庫克·利特爾（Clarence Cook Little），他是一個極具分裂性的人物，除其他外，他對避孕的口頭支持冒犯了羅馬天主教徒。
在1970年代，嚴重的預算限制在一定程度上阻礙了大學的體育發展和學術地位。在此前的50年裡，所有主要的學術調查都將密西根列為全美前五名的大學之一，這一地位開始下降。例如，密西根大學法學院的師生比例成為全美最高的美國任何一所精英法學院，雖然本科部門目前排名前25，但該大學的教職員工的教學獎項、出版物、專利和引文普遍排名美國前五。
1980年代，在前經濟學教授哈羅德·夏皮羅校長的領導下，該大學的財務狀況有所改善。該大學再次看到用於社會和物理科學研究的資金激增，儘管校園內因參與反導彈戰略防禦計劃和對南非的投資而引起爭議。1986年開設了一個新的醫院綜合體，包括一個新的大學醫院和A.Alfred Taubman保健中心，該中心集中由醫學院教員提供的門診護理。同樣在1986年，UM推出了M-CARE，這是一項管理式醫療保健計劃，為大學教職員工、退休人員、家屬和社區雇主提供HMO保險和其他計劃。
詹姆斯·杜德施塔特總統的任期從1988年到1995年，他是一位核工程師和前工程系主任，他強調計算機和信息技術的用途。Duderstadt促進了校園的身體發育和籌款活動的成就。他的繼任者李博林格在離開領導哥倫比亞大學之前的任期相對較短。1990年代後期的兩項主要建設舉措是
1. 密西根大學社會工作學院大樓在南部学院和東部学院的拐角處建造了一座全新的專用大樓。
2. 安吉爾廳的蒂施廳，以紀念購物中心開發商普雷斯頓·羅伯特·蒂施（Preston Robert Tisch）的600萬美元捐赠而命名

## 21世纪
在2000年代初期，由於州預算短缺，密西根大学面臨州資金佔其資金百分比的下降。與此同時，UM試圖在保持學費負擔得起的同時保持其較高的學術地位。大學行政部門還面臨與工會的勞資糾紛，特別是與代表研究生員工的工會講師僱員組織(LEO)和研究生僱員組織(GEO)。
2003年，涉及學校平權行動招生政策的兩起訴訟到達了美國最高法院（格魯特訴布林格案和格拉茨訴布林格案）。喬治·W·布什總統採取了不同尋常的步驟，在法院作出裁決之前公開反對該政策，儘管最終裁決喜憂參半。在第一個案件中，法院維持了法學院的招生政策，而在第二個案件中，法院裁定反對該大學的本科招生政策。
然而，辯論仍在繼續，因為2006年11月，密西根州選民通過了提案，禁止在大學招生中採取大多數平權行動。根據該法律，招生中不再考慮種族、性別和國籍。在那次選舉後不久，密大和其他組織被批准暫停執行通過的提案，這讓平權行動的支持者有時間根據選舉結果決定法律和憲法選擇。該大學已表示計劃繼續挑戰該裁決；與此同時，招生辦公室表示，它將嘗試通過考慮其他因素來實現學生群體的多元化，例如學生是否就讀於弱勢學校，以及學生父母的教育水平。
2006年底，隨著整個地區和美國的健康計劃環境迅速變化，該大學決定將M-CARE出售給密西根州的Blue Cross Blue Shield及其Blue Care Network子公司。作為出售的一部分，成立了一個名為Michigan Health Quarters的新醫療保健質量組織。

## 延伸阅读
- Farrand, Elizabeth. . Ann Arbor: Register Publishing House. 1885. hdl:2027/mdp.39015056839288.
- Fleming, Robben W. . Ann Arbor: The University of Michigan Press. 1996. ISBN 0-472-10674-0.
- Holtzer, Susan. (编). . Caddo Gap Press. 1990. ISBN 0-9625945-2-0.
- Peckham, Howard H. . Ann Arbor: The University of Michigan Press. 1994. ISBN 0-472-06594-7.
- Slosson, Edwin E. . Macmillan. 1910: 182–209.